# Silke Bodenbender
Silke Bodenbender, née le 31 janvier 1974 à Bonn, est une actrice allemande de théâtre et de cinéma.
Elle commence sa carrière dans le théâtre au Landestheater Niederbayern (de) en 1996-1997 avec Faust I, Bunbury, L'Opéra de quat'sous, et Tsunami. Elle travaille ensuite au Théâtre Dortmund (de), Düsseldorf, et Schaubühne Berlin. Depuis 2007, elle est au Théâtre national de Mannheim (en), où elle joue dans Merlin oder Das wüste Land, Das Fest, 29.90, Kabale und Liebe, Platonov, Le deuil sied à Électre, et Macbeth.
Silke Bodenbender débute au cinéma en 2005 dans Folgeschäden, récompensé par le Prix Civis (en) et le Prix Golden Gate (en). En 2006, elle obtient un rôle principal dans Papa und Mama (de). Elle apparaît dans Silberhochzeit (2006), Erlkönig (2007), Die Schatzinsel (2007), The Blue Hour (2008), Everything Will Be Alright Again (2008), Au-delà de la mort (2009), et L'heure du loup (2011).
Elle reçoit le Prix de la télévision allemande (de) en 2008, 2012 et 2014 ; le prix FIPA d'or en 2012. Elle est nommée pour la Caméra d'or en 2010 et 2013.

## Biographie

### Origines et enfance
Silke Bodenbender naît le 31 janvier 1974 à Bonn. Elle grandit sans télévision mais immergée dans le théâtre grâce à sa mère, enseignante, qui possède un petit livre dans lequel elle note toutes les productions qu'elle a vues depuis l'âge de 18 ans. Dès l'âge de quatre ans, elle assiste à sa première pièce, Max et Moritz.
Son père est Wolfgang Bodenbender (de), un secrétaire d'État de Rhénanie du Nord-Westphalie.

### Études
À l'école, Silke Bodenbender est timide et réservée. Elle évite les talk-shows et les lectures publiques afin de se préserver. Lorsque le cours de français est complet, les professeurs créent un cours de différenciation théâtrale, qui devient son salut. Elle y écrit et joue des pièces, attirant l'attention de ses camarades. Elle découvre alors qu’elle n’est pas gênée par le jeu et qu’elle s’épanouit dans ses rôles.
En classe de onzième, elle participe au Prix du duc d'Édimbourg à Durham, un programme qui demande aux étudiants de s'impliquer dans un service communautaire et de participer à une production musicale. Elle y joue le rôle de Judas dans la comédie musicale Godspell.
Au début des années 1990, récemment diplômée du lycée, Silke Bodenbender annonce à son père son intention de rejoindre une école de théâtre. Malgré les inquiétudes soulevées par les chiffres élevés du chômage dans le secteur du spectacle, elle reste déterminée. Elle se fait refuser huit fois par les écoles de théâtre. Elle essaie à Berlin, Leipzig, Rostock, Essen et Bochum. À Potsdam, elle est submergée par la peur et fait une crise de fièvre. En montant sur scène, elle joue un texte complètement différent de celui prévu. L'examinateur doute de sa décision d’être actrice. Elle pleure dans le métro, mais une femme à côté lui dit que ce n'est pas grave et que d'autres opportunités se présenteront, ce qui la réconforte.
À Munich, elle est acceptée dans une école de théâtre après avoir voyagé six mois à travers l'Allemagne. Durant cette période, elle prend conscience des attentes limitantes imposées aux actrices, expliquant :  « On me voit presque toujours comme Gretchen ou Luise, mais je préfère jouer des rôles comme Lady Macbeth ou le personnage démoniaque de Des Teufels General. ». C'est pourquoi, elle évite les rôles de « jolie blonde » et privilégie des productions à contenu politique. elle aime jouer des personnages très différents d'elle-même, car cela lui permet de dépasser ses propres limites.

### Parcours professionnel

#### Théâtre
Après avoir obtenu son diplôme d'études secondaires à Bonn, Silke Bodenbender suit une formation au Schauspiel München de 1996 à 1999,. Pendant cette période, elle est engagée au Südostbayerischen Städtetheater. Elle incarne notamment Gretchen dans Faust I de Goethe, Cecily dans Bunbury de Wilde, la prostituée dans L'Opéra de quat'sous de Brecht, ainsi que Mandy dans la première de Tsunami, une pièce de l'auteur allemand Roland Spranger,.
Par la suite, elle obtient des engagements au Schauspielhaus Dortmund, au Schauspielhaus Düsseldorf, à la Schaubühne Berlin, et en 2007, elle rejoint le metteur en scène Burkhard C. Kosminski au Théâtre national de Mannheim. Durant cette période, Silke Bodenbender interprète plusieurs rôles, dont celui d'Elaine dans Merlin oder Das wüste Land (2002-2003), Pia dans Das Fest (2000-2002), Sofia dans la première de 29.90 (2001), Luise dans Kabale und Liebe (2001-2004), Sophia dans Platonov (2003-2006), Lavinia dans Le deuil sied à Électre (2006-2008), et Lady Macbeth dans Macbeth (2009).
Elle fait partie de l'ensemble du Théâtre national de Mannheim depuis plusieurs années.

#### Cinéma
En 2005, Silke Bodenbender fait ses débuts au cinéma en tenant un rôle principal dans Folgeschäden, le premier film du réalisateur Samir Nasr. Ce film est récompensé par le Prix Civis et le Golden Gate Award. L'année suivante, elle connaît une nouvelle percée en obtenant le rôle principal dans Papa und Mama (de) de Dieter Wedel, après avoir été choisie en soutenant un ami au casting. Le réalisateur est impressionné par sa performance. Dans les années qui suivent, elle multiplie les apparitions dans des films, séries télévisées et courts métrages allemands, dont Silberhochzeit (2006), Erlkönig (2007), et le film en deux parties Die Schatzinsel (2007),.
En 2008, elle figure dans les courts métrages The Blue Hour et Everything Will Be Alright Again. Elle joue dans Au-delà de la mort en 2009, puis dans L'heure du loup en 2011. En 2013, elle apparaît dans un épisode de Tatort, intitulé The Beautiful Mona is Dead. En 2014, Bodenbender est à l'affiche du thriller télévisé autrichien Bloodsisters. Plusieurs de ces films sont nommés pour le Prix Grimme, l'une des plus prestigieuses distinctions pour la télévision allemande.
Silke Bodenbender reçoit en 2008 le Prix de la télévision allemande pour ses performances dans A Momentous Affair (2007) et dans le thriller autrichien en deux parties Le Jugement dernier (2008), dans la catégorie Meilleur second rôle féminin. En 2012, elle obtient le Grand Prix FIPA d'Or de la Meilleure actrice au festival International de Programmes Audiovisuels de Biarritz pour son rôle de mère dans Father Mother Murderer de Niki Stein (2011).
En 2010 et 2013, elle est nommée pour la Caméra d'Or dans la catégorie Meilleure actrice allemande. Elle est également nommée pour le Prix de la télévision allemande en tant que meilleure actrice en 2012 et 2014.
En raison de sa forte ressemblance avec Sharon Stone, Silke Bodenbender est fréquemment surnommée la « Sharon Stone allemande » dans les médias.

### Vie privée
Silke Bodenbender est en couple avec l'écrivain Florian Beckerhoff (de), ils vivent ensemble à Berlin avec leurs deux enfants,.

## Filmographie (sélection)
| Année | Titre                                                       | Rôle                | Type                 |
| ----- | ----------------------------------------------------------- | ------------------- | -------------------- |
| 2006  | Papa und Mama (de)                                          | Dame Ullrich        | Téléfilm             |
| 2006  | Der Tote am Strand (de)                                     | Rosa                | Téléfilm             |
| 2006  | Silberhochzeit (de)                                         | Vivien              | Téléfilm             |
| 2007  | Der Erlkönig                                                | Marlies Heidorn     | Téléfilm             |
| 2007  | Prisonniers des flammes (Das Inferno – Flammen über Berlin) | Katja Strasser      | Téléfilm             |
| 2007  | Eine folgenschwere Affäre (de)                              | Irene Schmoldt      | Téléfilm             |
| 2008  | Das jüngste Gericht (de)                                    | Monika Faber        | en plusieurs parties |
| 2008  | Auftrag Schutzengel                                         | Nadja Mohn          | Téléfilm             |
| 2008  | Mitte 30                                                    | Sandra              | Téléfilm             |
| 2009  | Über den Tod hinaus (de)                                    | Elke Wagner         | Téléfilm             |
| 2010  | Wiedersehen mit einem Fremden (de)                          | Liesbeth Steiner    | Téléfilm             |
| 2010  | Bis nichts mehr bleibt (de)                                 | Gine                | Téléfilm             |
| 2011  | Die Stunde des Wolfess (de)                                 | Rebecca Thalberg    | Téléfilm             |
| 2011  | Weihnachtsengel küsst man nicht (de)                        | Lina                | Téléfilm             |
| 2011  | Vater Mutter Mörder (de)                                    | Esther Wesnik       | Téléfilm             |
| 2011  | Disparue                                                    | Inge-Maria Kolb     | Téléfilm             |
| 2014  | Blutsschwestern (de)                                        | Charly              | Téléfilm             |
| 2014  | Die Seelen im Feuer (de)                                    | Johanna             | Téléfilm             |
| 2016  | Lotte Jäger und das tote Mädchen (de)                       | Lotte Jäger         | Téléfilm             |
| 2016  | Wunschkinder (de)                                           | Sandra              | Téléfilm             |
| 2017  | Der Kommissar und das Kind (de)                             | femme discrète      | Téléfilm             |
| 2017  | Un enfant disparaît                                         | Sandra Schlitter    | Série télévisée      |
| 2018  | Lotte Jäger und die Tote im Dorf (de)                       | Lotte Jäger         | Série télévisée      |
| 2019  | Wir wären andere Menschen (de)                              | Anja Seidlein       | Téléfilm             |
| 2020  | Louis van Beethoven                                         | Helene von Breuning | Téléfilm             |
| 2020  | Dark Woods                                                  | Barbara Neder       | En plusieurs parties |
| 2021  | Bring mich nach Hause (de)                                  | Ulrike Gerlach      | Téléfilm             |
| 2023  | Die nettesten Menschen der Welt (de)                        | Tessa/Petra         | Mini série           |
| 2023  | Flunkyball                                                  | Carolin             | Téléfilm             |

| Année | Titre                                    | Rôle            | Type           |
| ----- | ---------------------------------------- | --------------- | -------------- |
| 1998  | Long Devision                            | Paula           | Court métrage  |
| 2004  | Folgeschäden                             | Maya            | Film de cinéma |
| 2008  | Die blaue Stunde                         | Anna            | Court métrage  |
| 2008  | Alles wieder gut                         | Sandra          | Court métrage  |
| 2014  | Oregon Pine                              | Andrea Franke   | Long métrage   |
| 2015  | Liebe möglicherweise (de)                | Monika          | Film de cinéma |
| 2016  | Sauvage (Wild)                           | Kim             | Film de cinéma |
| 2017  | Wir haben nur gespielt                   | Eva, mère Jonas | Long métrage   |
| 2021  | Hemd in die Hose                         | Anja            | Court métrage  |
| 2023  | Irgendwann werden wir uns alles erzählen | Marianne        | Film de cinéma |

## Théâtre (sélection)
| Année     | Pièce                          | Rôle           | Lieu                            |
| --------- | ------------------------------ | -------------- | ------------------------------- |
| 1996-1997 | Faust I de Goeth               | Gretchen       | Südostbayerischen Städtetheater |
| 1996-1997 | Bunbury de Wilde               | Cecily         | Südostbayerischen Städtetheater |
| 1996-1997 | L'Opéra de quat'sous de Brecht | La prostituée  | Südostbayerischen Städtetheater |
| 1996-1997 | Tsunami de Roland Spranger     | Mandy          | Südostbayerischen Städtetheater |
| 2000-2002 | Das Fest                       | Pia            | Théâtre national de Mannheim    |
| 2001      | 29.90                          | Sofia          | Théâtre national de Mannheim    |
| 2001-2004 | Kabale und Liebe               | Luise          | Théâtre national de Mannheim    |
| 2002-2003 | Merlin oder Das wüste Land     | Elaine         | Théâtre national de Mannheim    |
| 2003-2006 | Platonov                       | Sophia         | Théâtre national de Mannheim    |
| 2006-2008 | Le deuil sied à Électre        | Lavinia        | Théâtre national de Mannheim    |
| 2009      | Macbeth                        | Andras Fricsay | Théâtre national de Mannheim    |

## Récompenses
- 2021 : Nommée pour le Prix de la télévision allemande (de)[11].
- 2014 : Nommée pour le Prix de la télévision allemande[11].
- 2013 : Nommée pour le Prix Jupiter[11].
- 2013 : Nommée pour la Caméra d'Or en tant que Meilleure actrice allemande[1].
- 2012 : Grand Prix Fipa d'or de la Meilleure actrice pour le film Père Mère Meurtrier[1].
- 2012 : Nommée pour le Prix de la télévision allemande[11].
- 2010 : Nommée pour la Caméra d'or en tant que Meilleure actrice allemande[1]
- 2008 : Nommée pour le Prix de la télévision allemande[11].
- 2008 : Prix de la télévision allemande dans la catégorie Meilleure actrice dans un second rôle pour A Momentous Affair[1].